# Neobisium babusnicae
Espèce
Neobisium babusnicae est une espèce de pseudoscorpions de la famille des Neobisiidae.

## Distribution
Cette espèce est endémique de Serbie. Elle se rencontre à  Resnik dans la grotte Pećina Pripor.

## Étymologie
Son nom d'espèce lui a été donné en référence au lieu de sa découverte, Babušnica.

## Publication originale
- Ćurčić, 1980 : A new species of cave-dwelling pseudoscorpion from Serbia (Arachnida: Pseudoscorpiones: Neobisiidae). Senckenbergiana biologica, vol. 60, p. 249-254.